# Test Roya
Test Roya, największy pierwiastek Roya, kryterium Roya (ang. Roy's largest root) – test statystyczny wykonywany w ramach procedury MANOVA. Nazwa testu pochodzi od nazwiska S. N. Roya, który swój pomysł na nową procedurę statystyczną przedstawił w artykule pt. P-Statistics or Some Generalisations in Analysis of Variance Appropriate to Multivariate Problems z 1939 r. Alternatywnymi testami dla testu Roya, które również mogą być wykonane w ramach MANOVY, są lambda Wilksa, ślad Pillaia oraz ślad Hotellinga-Lawleya. 